# Bracon viduus
Bracon viduus är en stekelart som beskrevs av Szepligeti 1911. Bracon viduus ingår i släktet Bracon och familjen bracksteklar. Inga underarter finns listade.